# Blenheim (äpple)

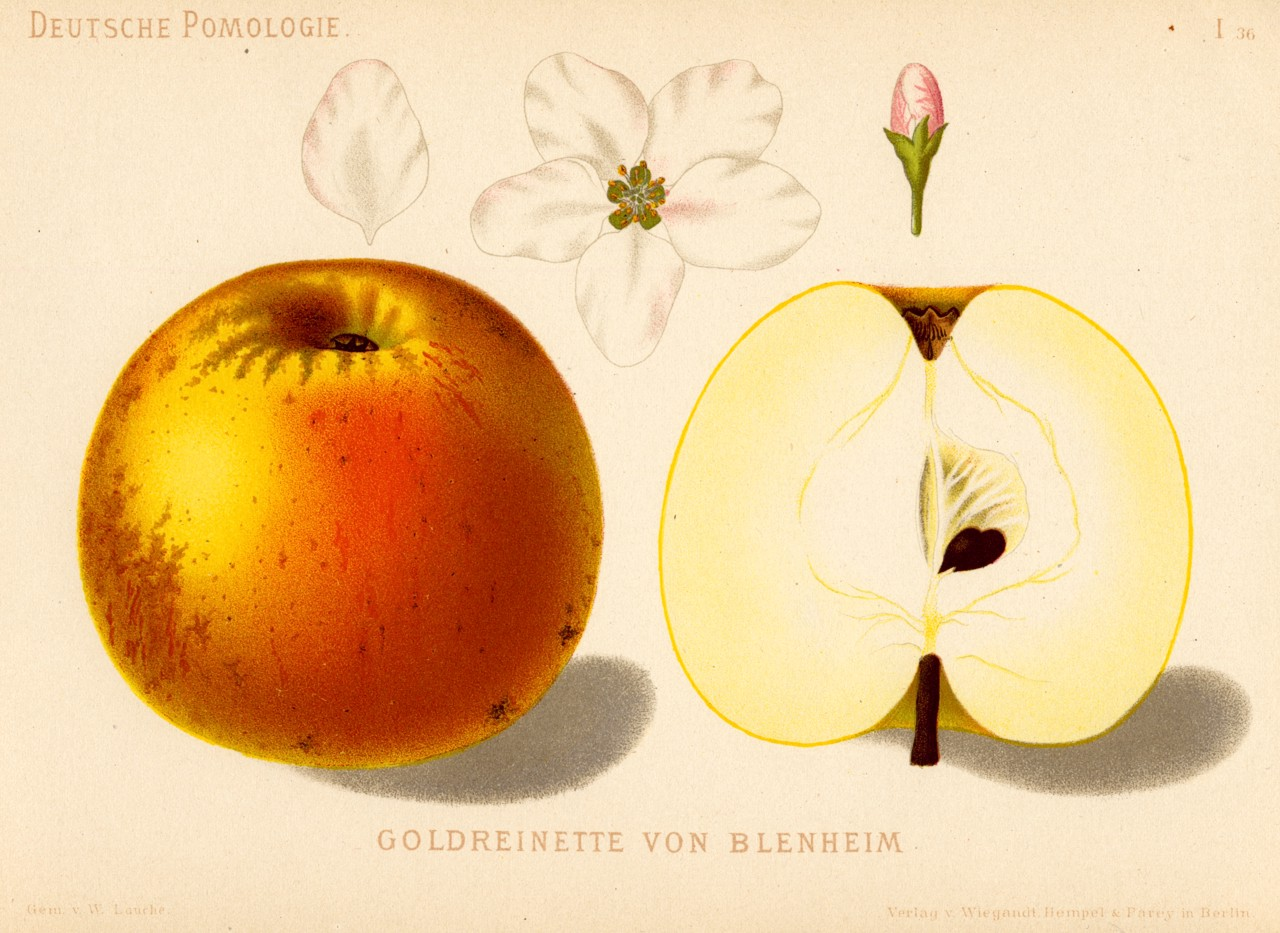
Illustration av Blenheim

Blenheim är en äppelsort som har sitt ursprung i Woodstock, Oxfordshire, England, runt 1740. Blenheim är triploid. Äpplets skal är gröngult till orange, med strimmor av rött. Fruktköttet är gulvitt och har en nötaktig smak. Äpplet passar särskilt bra som köksäpple. Blomningen är sen, och äpplet pollineras av bland annat Cox Orange, Eldrött Duväpple, Filippa, Gul Richard, James Grieve och Ontario. Äpplet tillhör gruppen guldrenetter. I Sverige odlas Blenheim gynnsammast i zon I–III.
Normal skördetid i zon 1 är runt 13/10.[källa behövs]
Börjar mogna efter nyår. C-vitaminhalten är 24-31 mg/100 gram.